# Río Urederra
El río Urederra es un río que discurre por Navarra, en el norte de España. Nace en el Parque natural Urbasa-Andía (sierra de Urbasa) en el término de Baquedano y recorre 19 km antes de desembocar en el río Ega, afluente a su vez del río Ebro. Recibe algunos cursos de agua procedentes del valle de la Améscoa Alta; esas aguas son vertidas desde la sierra de Urbasa por la izquierda y desde la sierra de Santiago de Lóquiz por la derecha. El río es considerado una reserva natural desde el año 1987. 
El hidrónimo Urederra significa en euskera ’agua hermosa’ (de ur ‘agua’ y ederra ‘hermosa’.

## Lugar de Importancia Comunitaria
El río Urederra, junto con el Ega, han sido declarados Lugar de Importancia Comunitaria Ega-Urederra ES2200024, quedando integrado en la Red Natura 2000, de Navarra. En 2017 se declaró la correspondiente Zona de Especial Protección. Ya en 1987 se habían declarado en el río Urederra dos reservas naturales: la Reserva Natural del Nacedero del Urederra (RN-14) y la del Barranco de Lasia (RN-13)

## Nacedero del Urederra
Este nacedero se ubica a una altitud de 630 m s. n. m. en el término de Baquedano, en una gran pared calcárea que también es conocida como el balcón de Pilatos. El inicio del nacedero cuenta con una travesía hecha para que los turistas puedan recorrerla y conocer el nacedero, ya sea solos o en familia.
Este nacedero es la salida natural del acuífero formado en el macizo kárstico de Urbasa. Únicamente tiene dos surgencias o salidas, aunque realidad solo por una sale agua permanentemente, algo debido a que en una de las cavidades normalmente no sale agua porque dentro de esta hay un pequeño muro que deriva agua mediante un túnel hacia la salida principal la cual está situada a unos 200 m al oeste.

## Qué se puede ver en el río Urederra
En el Urederra se pueden ver pozas, cascadas y cortinas de agua, rodeadas de un espeso bosque donde destacan las hayas.

### Accesos
El sendero oficial de acceso hasta las cascadas del nacedero del río Urederra, es la ruta Reserva Natural del Nacedero del Urederra, sendero peatonal que parte de un aparcamiento, habilitado para los visitantes, en Baquedano, población a la que se llega por la carretera NA-718 Estella-Olazagutía para después tomar la NA-7187 en el km 13,8.

### Reserva de entradas al Nacedero del Urederra
El horario de atención al público en el Área de Acogida en invierno es de 10 h a 16 h y en verano de 9 h a 19 h. La reserva para acceder al nacedero es obligatoria y gratuita, solo se paga el aparcamiento. Aparcar en el pueblo de Baquedano está prohibido, solo se puede estacionar con tarjeta de residente. Las tarifas son las siguientes:
- 2 € motocicletas
- 5 € coches
- 10 € autocaravanas
- 25 € minibús (hasta 20 plazas)
- 50 € autobús (más de 20 plazas)

El aforo dentro de la reserva es de 500 personas diarias divididas en 3 franjas horarias. Debido al Covid-19 se ha preparado un recorrido circular.

### Recorrido para llegar al nacedero
Tiempo estimado en dos horas y media ida y vuelta con una distancia de 6 km y dificultad baja. El recorrido transcurre por sombras y sendas acondicionadas que permiten contemplar la mayor parte de pozas, rápidos y cascadas que hay en el curso del río. Los últimos 300 metros están cerrados por degradación medioambiental y riesgo para visitantes desde abril del 2019.

### Entorno
Cerca del nacedero del río Urederra hay muchos sitios que se pueden visitar, como el Parque natural de Urbas-Andía o, travesda la sierra de Urbasa, y la de Aralar,  el santuario de San Miguel de Aralar.